# Cso Szongdzsin
Cso Szongdzsin (Jo Seong-jin), hangul: 조성진, Nyugaton: Seong-Jin Cho (Szöul, 1994. május 28. –) dél-koreai zongoraművész.

## Élete, munkássága
Cso 1994-ben született Szöulban. Hatéves korában kezdett zongorázni, és 11 évesen adta első koncertjét. 2008-ban megnyerte a fiatal zongoristák számára kiírt moszkvai Nemzetközi Frédéric Chopin versenyt, miként a 2009-es  Hamamacui Nemzetközi Zongoraversenyt is, ahol 15 évesen ő volt a verseny addigi legfiatalabb győztese. 2011-ben a harmadik helyezést szerezte meg a moszkvai Nemzetközi Csajkovszkij Versenyen, majd 2014-ben a Tel-Aviv-i Arthur Rubinstein Nemzetközi Zongora-mesterversenyen szintén harmadik lett. 2012-ben Párizsba költözött, és 2015-ig Michel Béroffnál tanult a Conservatoire National Supérieur de Musique-ben. 2015-ben a varsói XVII. Nemzetközi Chopin zongoraverseny megnyerésével elindult nemzetközi karrierje. Az első koreai volt, aki győzött ezen a versenyen. A játékát felvette Deutsche Grammophon lemezkiadó, és megjelentette CD-n. A kiadvány Dél-Koreában a poplisták első helyére ugrott, Lengyelországban pedig aranylemez lett. A kiadó ezt követően szerződést kötött Csóval, és 2016-ban – igaz, a Chopin Institute után – kiadta hivatalos debütáló albumát. Ezen is Chopint játszott: az 1. zongoraversenyt (a Varsói Filharmonikus Zenekart Jacek Kaspszyk dirigálta) és a négy balladát.
2016 nyarán a Vlagyivosztoki Mariinszkij Nemzetközi Fesztiválon lépett fel a Mariinszkij Zenekarral és Valerij Gergijev karmesterrel. A 2016–2017-es szezonban Ázsiában turnézott a Philharmonia Zenekarral és Esa-Pekka Salonennel, Európában pedig az Orosz Nemzeti Zenekarral és Mihail Pletnyovval. Azóta a világ legrangosabb koncerttermeibe hívják fellépésre, például a New York-i Carnegie Hallba, az amszterdami Concertgebouw-ba, a berlini Philharmonie Kammermusiksaalba, a Bécsi Konzerthausba, a tokiói Suntory Hallba, a Los Angeles-i Walt Disney Hallba, a müncheni Prinzregententheaterbe, a stuttgarti Liederhallébe, a párizsi Theatre des Champs-Élysées-be, a bregenzi Festspielhausba, a genfi Victoria Hallba, a  Milánói Scalába, a San Franciscó-i Herbst Theatre-be, a londoni Wigmore Hallba, a Szöuli Művészeti Központba és számos fesztiválra. Együttműködött a Müncheni Filharmonikusokkal, a Cseh Filharmonikusokkal, a Concertgebouw Zenekarral, az NHK Zenekarral, valamint jelentős karmesterekkel, köztük Csong Mjonghun (Jeong Myeong-hun)nal, Lorin Maazellel, Mihail Pletnyovval és sokan másokkal. A Deutsche Grammophon kiadásában 2017-ben megjelent egy Debussy-lemeze, 2018-ban pedig egy Mozart-albuma. A kritika mindkettőről elismeréssel szólt. A 2020-as év nagy vállalkozása volt a The Wanderer című lemez, amin Schubert, Berg és Liszt darabjait játszotta.
Csót nemzedéke egyik legismertebb művészének tartják, aki előtt még hatalmas karrier áll. Rendkívüli tehetséggel és veleszületett zeneiséggel rendelkezik, és a jelenlegi zenei élet egyik meghatározó művészének számít. Kristályosan csengő és fényt árasztó zongorahangjával elkápráztatja a közönséget. Maga úgy nyilatkozott, hogy „Teljesítményemet mindig az akusztika, a zongora és a közönség befolyásolja. Ha a terem akusztikája jó, a zongora jó állapotban van és a közönség komolyan hallgat, akkor nagyon jól érzem magam”.
Cso Szongdzsin (Jo Seong-jin) Berlinben él. „Szeretek Berlinben élni – mondta –, és … elmondhatom, hogy otthon érzem magam.”

## Felvételei
Válogatás az AllMusic listája alapján.
| Megjelenés | Tartalom | Közreműködők                                      | Kiadó                     |
| ---------- | --- | ------------------------------------------------- | ------------------------- |
| 2015       | Cso Szongdzsin (Jo Seong-jin): Winner of the 17th International Fryderyk Chopin Piano Competition, Warsaw 2015 |                                                   | Deutsche Grammophon       |
| 2016       | Chopin: Koncert e-moll; Ballada F-dur op. 38; Fantazja f-moll; Mazurki                                         | Warsaw Philharmonic Orchestra, Jacek Kaspszyk     | Fryderyk Chopin Institute |
| 2016       | Chopin: Piano Concerto No. 1; Ballades                                                                         | London Symphony Orchestra, Gianandrea Noseda      | Deutsche Grammophon       |
| 2017       | Debussy (Images I-II, Children's Corner, Suite bergamasque, L'Isle joyeuse)                                    |                                                   | Deutsche Grammophon       |
| 2018       | Mozart: Piano Concerto No. 20 K.466; Sonatas K.281 & K.332                                                     | Chamber Orchestra of Europe, Yannick Nézet-Séguin | Deutsche Grammophon       |
| 2020       | The Wanderer: Schubert: Wanderer Fantasy in C major, Berg: Piano Sonata op. 1, Liszt: Piano Sonata in B minor  |                                                   | Deutsche Grammophon       |